# Tanguy e Laverdure
Le Avventure di Tanguy e Laverdure (Les Aventures de Tanguy et Laverdure)  sono una serie a fumetti franco-belgi di genere avventuroso incentrate sul mondo dell'aviazione; creata da Jean Michel Charlier (testi) e Albert Uderzo (disegni), con protagonisti due immaginari piloti dell'aeronautica militare francese: Michel Tanguy ed Ernest Laverdure. La serie esordì sul primo numero della rivista di fumetti in lingua francese Pilote, il 29 ottobre 1959. La serie è ritenuta una pietra miliare del fumetto francese ed è stata tradotta e pubblicata in molte lingue tra le quali il tedesco, l'olandese, il danese, l'indonesiano, l'inglese e l'italiano. Vennero poi realizzate due trasposizioni televisive, la prima negli anni sessanta, I cavalieri del cielo e la seconda, Les Nouveaux Chevaliers du Ciel, alla fine degli anni ottanta.
Il film del 2005 Sky Fighters, è invece ispirato solo vagamente al fumetto, ed i due protagonisti hanno nomi diversi.

## Trama
Michel Tanguy ed Ernest Laverdure sono due piloti dell'aviazione militare francese e molto amici fra loro che vivono avventurose storie con intermezzi sentimentali ed elementi fantascientifici. Seppur molto diversi fra loro, con il primo bello e intelligente e il secondo sgraziato e pasticcione, sono due inseparabili amici da quando frequentavano il corso per diventare piloti.

## Personaggi
Il personaggio di Laverdure ricorda il suo primo disegnatore, Uderzo, mentre quello di Tanguy deve molto a un altro personaggio di Uderzo, Marc Laurent, pilota collaudatore protagonista di una storia intitolata Banjo 3 ne répond plus pubblicata nel 1956.

## Storia editoriale
La serie venne ideata nel 1959 e realizzata per la rivista Pilote e venne ideata dallo sceneggiatore Charlier insieme al disegnatore Uderzo in collaborazione con suo fratello Marcel Uderzo e con Jean Giraud. Nel 1966 Uderzo abbandonò l'impegno per dedicarsi ad altre serie e la serie venne continuata da Jijé; alla fine degli anni sessanta Jijé assunse Daniel Chauvin come assistente e, nei primi anni settanta, arrivo Patrice Serres il quale, dopo la morte di Jijé, nel 1979, sarebbe diventato il disegnatore principale.
La serie venne edita su Pilote fino agli inizi degli anni settanta per poi passare sul settimanale Tintin dove venne realizzata da nuovi disegnatori.
Alla morte di Charlier nel 1989, la serie venne proseguita da Al Coutelis e, nei primi anni 2000, da Jean-Claude Laidin con i disegnatori Yvan Fernandez, Renaud Garreta, Frédéric Toublanc, Julien Lepelletier e Sébastien Philippe. Nel 2016 Patrice Buendia, Fréderic Zumbiehl e Sébastien Philippe hanno realizzato un albo speciale, "La Recontre", crossover in cui Tanguy e Laverdure incontrano il protagonista di un'altra serie di Charlier, Buck Danny.

## Elenco episodi
In Francia, ad oggi, sono state pubblicate 36 avventure in volume, una avventura pubblicata solo fuori commercio e 11 racconti brevi (i primi due di una sola tavola, i restanti di 12 tavole), materiale pubblicato solo parzialmente e in modo alquanto disordinato in Italia. Per avere una proposta organica della serie, così, si è dovuto aspettare la pubblicazione delle Intégrales francesi (raccolte cartonate francesi contenenti due o più avventure, con tavole restaurate e ricco apparato redazionale) operata a partire dal 2014 dall'etichetta Nona Arte, che in otto volumi ha presentato tutto il materiale edito fino a quel momento in Italia con qualche opportuna integrazione, e soprattutto la collana di allegati settimanali da edicola (RCS Mediagroup) "Il Grande Fumetto d'Aviazione", che nel 2021 ha proposto al suo interno l'integralità dell'opera.

### Albi
1. L'École des aigles  (1961) - Prima edizione italiana: Classici Audacia n. 40 Caccia al missile (1967)
2. Pour l'honneur des cocardes  (1962) - Classici Audacia n. 43 Il prezzo dell'onore (1967)
3. Danger dans le ciel  (1963) - Classici Audacia n. 47 Pericolo in cielo (1967)
4. Escadrille des cigognes  (1964) - Classici Audacia n. 52 La squadriglia delle cicogne (1967)
5. Mirage sur l'Orient  (1965) - Classici Audacia n. 57 Il sabotaggio (1967)
6. Canon bleu ne répond plus  (1966) - Classici Audacia n. 62 L'aereo rapito (1967)
7. Cap Zéro  (1967) - Collana Tanguy e Laverdure l'Integrale n. 3 Rotta zero (2015)
8. Pirates du ciel  (1967) - Mondadori Pirati dell'aria (1971)
9. Les Anges noirs  (1968) - Mondadori Gli angeli neri (1971)
10. Mission spéciale  (1968) - Classici Alessandro Distribuzioni n. 19 Missione speciale (1989)
11. Destination Pacifique  (1969) - Collana Michel Vaillant n. 13 Destinazione Pacifico (1988)
12. Menace sur Mururoa  (1969) - Collana Michel Vaillant n. 15 Minaccia su Mururoa (1988)
13. Lieutenant Double Bang  (1970) - Collana Michel Vaillant n. 17 Tenente Doppio Bang (1988)
14. Baroud sur le désert  (1970) - Collana Michel Vaillant n. 19 Lampi sul deserto (1988)
15. Les vampires attaquent la nuit  (1971) - Collana Tanguy e Laverdure l'Integrale n. 7 I Vampiri attaccano di Notte (2017)
16. La terreur vient du ciel  (1971) - Collana Tanguy e Laverdure l'Integrale n.7 Il Terrore Arriva dal cielo (2017)
17. Mission dernière chance  (1972) - L'Avventuroso Colore nn. 7-10 Missione ultima risorsa (1975)
18. Un DC.8 a disparu  (1973) - Collana Tanguy e Laverdure l'Integrale n. 8 É sparito un DC 8 (2018)
19. La Mystérieuse Escadre Delta  (1979) - Collana Il Grande Fumetto d'Aviazione n° 40 La Misteriosa Squadriglia Delta (2021)
20. Opération Tonnerre  (1981) - Collana Il Grande Fumetto d'Aviazione n° 40 Operazione Tuono (2021)
21. Premières missions  (1981) - Collana Il Grande Fumetto d'Aviazione n° 41 Prime Missioni (2021)
22. Station Brouillard  (1982) - Collana Il Grande Fumetto d'Aviazione n° 41 Missione alle Canarie! (2021)
23. Plan de vol pour l'enfer  (1982) - Collana Il Grande Fumetto d'Aviazione n° 42 Piano di Volo per l'Inferno (2021)
24. L'Espion venu du ciel  (1984) - Collana Il Grande Fumetto d'Aviazione n° 42 La Spia Venuta dal Cielo (2021)
25. Survol interdit  (1988)- Collana Il Grande Fumetto d'Aviazione n° 43 Divieto di Sorvolo (2021)
26. Prisonniers des Serbes  (2002) - Collana Il Grande Fumetto d'Aviazione n° 43 Prigionieri dei Serbi (2021)
27. Opération opium  (2005) - Collana Il Grande Fumetto d'Aviazione n° 44 Operazione Oppio (2021)
28. Le vol 501  (2012) - Collana Il Grande Fumetto d'Aviazione n° 44 Volo 501 (2021)
29. Taïaut sur bandits!  (2015) - Collana Il Grande Fumetto d'Aviazione n° 45 Attacco ai Banditi! (2021)
30. Rencontre de trois types (2017) - Collana Il Grande Fumetto d'Aviazione n° 45 Incontri Ravvicinati (2021)
31. Diamants de Sable (2018) - Collana Il Grande Fumetto d'Aviazione n° 46 Diamanti di Sabbia (2021)
32. Le Sabre du Désert (2018) - Collana Il Grande Fumetto d'Aviazione n° 46 Il Falco del Deserto (2021)
33. Retour aux Cigognes (2019) - Collana Il Grande Fumetto d'Aviazione n° 47 Il ritorno delle Cicogne (2021)
34. Tanguy vs. Laverdure (2020) - Collana Il Grande Fumetto d'Aviazione n° 47 Tanguy contro Laverdure (2021)
35. Une frontière obscure (2022) - Inedito in Italia
36. Marée rouge en mer Noire (2023) - Inedito in Italia

- L'avion qui tuait ses pilotes (1971) - Romanzo di Charlier con alcune illustrazioni di Jijé, inedito in Italia, oggetto di adattamento a fumetti nel 2017.
- Le rencontre (2016) - Albo di 16 pagine, "crossover" con la serie "Buck Danny", pubblicato in edizione fuori commercio in Francia ed inedito in Italia.

### Storie brevi
Tre delle storie brevi (vol. 3, 6 e 7) sono state raccolte nell'album n. 21 Premières mission, ed altre tre (n. 8, n. 9 e n. 10) nell'album n. 22 Station Brouillard.
1. La rentrée de Tanguy (1964) - Classici Audacia n. 40 Tanguy va a scuola (1967)
2. Les as du ballon rond (1964) - Classici Audacia n. 43 Gli assi del pallone (1967)
3. Premièr mission (1968) - Superalbo Audacia n. 6 Prima missione (1969)
4. Le grande Mirage (1968) - Superalbo Audacia n. 6 Il grande miraggio (1970)
5. Piége pour un pilote (1969) - Superalbo Audacia n. 1 Trappola per un pilota (1969)
6. Rapt en plein ciel (1969) - Superalbo Audacia n. 2 Le spie (1969)
7. Le saboteur (1969) - Superalbo Audacia n. 3 Il sabotatore (1969)
8. Contre espionage aérien (1969) - Superalbo Audacia n. 4 Controspionaggio aereo (1970)
9. Station Brouillard (1970) - Superalbo Audacia n. 4 Stazione tra le nebbie (1970)
10. Fréquence 268.5 (1970) - Superalbo Audacia n. 5 Frequenza 268.5 (1970)
11. Les espions des sables (1970) - Inedito in Italia

## Altri media

### Televisione
- I cavalieri del cielo (1967-1970);[5]
- Les Nouveaux Chevaliers du Ciel (1988-1991).[5]